# Campachipteria perproxima
Campachipteria perproxima är en kvalsterart som först beskrevs av Sellnick 1931.  Campachipteria perproxima ingår i släktet Campachipteria och familjen Achipteriidae. Inga underarter finns listade.